# François de Sainte-Colombe
François de Sainte-Colombe (ca. 1600 – 1677) was graaf van L'Aubépin, heer van Thorigny, Croizel en andere plaatsen, en militair in het Franse leger.

## Levensloop
Hij was de tweede zoon van Rolin de Sainte-Colombe en zijn vrouw Marguerite Bourgeois. Als kind was hij voorbestemd toe te treden tot de Orde van Malta, maar na het vroeg overlijden van zijn oudste broer Charles Philibert de Sainte-Colombe werd hij als erfgenaam van zijn vader aangewezen. Hij volgde zijn vader op als baron van L'Aubépin en heer van Thorigny, Croizel en andere plaatsen in 1627. Hij was luitenant-kolonel van een regiment cavalerie onder de graaf van Harcourt. In 1637 diende hij deze generaal in de Slag van de Lérins-eilanden tegen de Spanjaarden. Ook was hij aanwezig bij het beleg en de inname van Cuneo en het beleg van Cazal in het hertogdom Mantua. Hij heeft zich met name onderscheiden tijdens de slag van Lerida in 1646. Op een bepaald moment werd hij verheven tot graaf van L'Aubépin.
Hij trouwde in 1646 met Susanne d'Albon, dochter van Pierre d'Albon, heer van Saint-Forjeux, en Anne de Gadaigne met wie hij een zoon had. Hij hertrouwde op 3 februari 1656 met Henriette Renée de la Guiche, dochter van Philibert de la Guiche, graaf van Sivignon, en Delle de Rie, met wie hij drie zoons had.

## Kinderen
Met Susanne d'Albon had hij:
1. Jacques de Sainte-Colombe, ridder in de Orde van Malta, overleed op Malta.[4]

Met Henriette Renée de la Guiche had hij:
1. Claude Delle de Sainte-Colombe, zijn opvolger.
2. Ferdinand de Sainte-Colombe.[4]
3. Hector-Léonard de Sainte-Colombe de L'Aubépin (1663-1736), dichter, historicus en Frans marineofficier.